# Nordlig strimharkrank
Nordlig strimharkrank (Diogma caudata) är en tvåvingeart som beskrevs av Takahashi 1960. Nordlig strimharkrank ingår i släktet Diogma och familjen mellanharkrankar. Enligt den svenska rödlistan är arten otillräckligt studerad i Sverige. Arten förekommer i Övre Norrland. Artens livsmiljö är våtmarker, skogslandskap, sjöar och vattendrag. Inga underarter finns listade i Catalogue of Life.